# Guerra de Independencia cubana
La Guerra de independencia de Cuba (también conocida como Guerra de Cuba, Guerra de 1895 o Guerra Necesaria) fue el último conflicto armado entre España y los mambises o separatistas cubanos y los Estados Unidos, cuya ocupación militar puso fin a la soberanía española en la isla. El conflicto se inició el 24 de febrero de 1895 con un levantamiento simultáneo de treinta y cinco localidades cubanas, el llamado Grito de Baire, y tras la entrada directa de Estados Unidos en el conflicto y la posterior derrota española, finalizó el 12 de agosto de 1898. Fue denominada en España como la «Guerra de Cuba» mientras que José Martí la llamó «Guerra Necesaria».

## Antecedentes

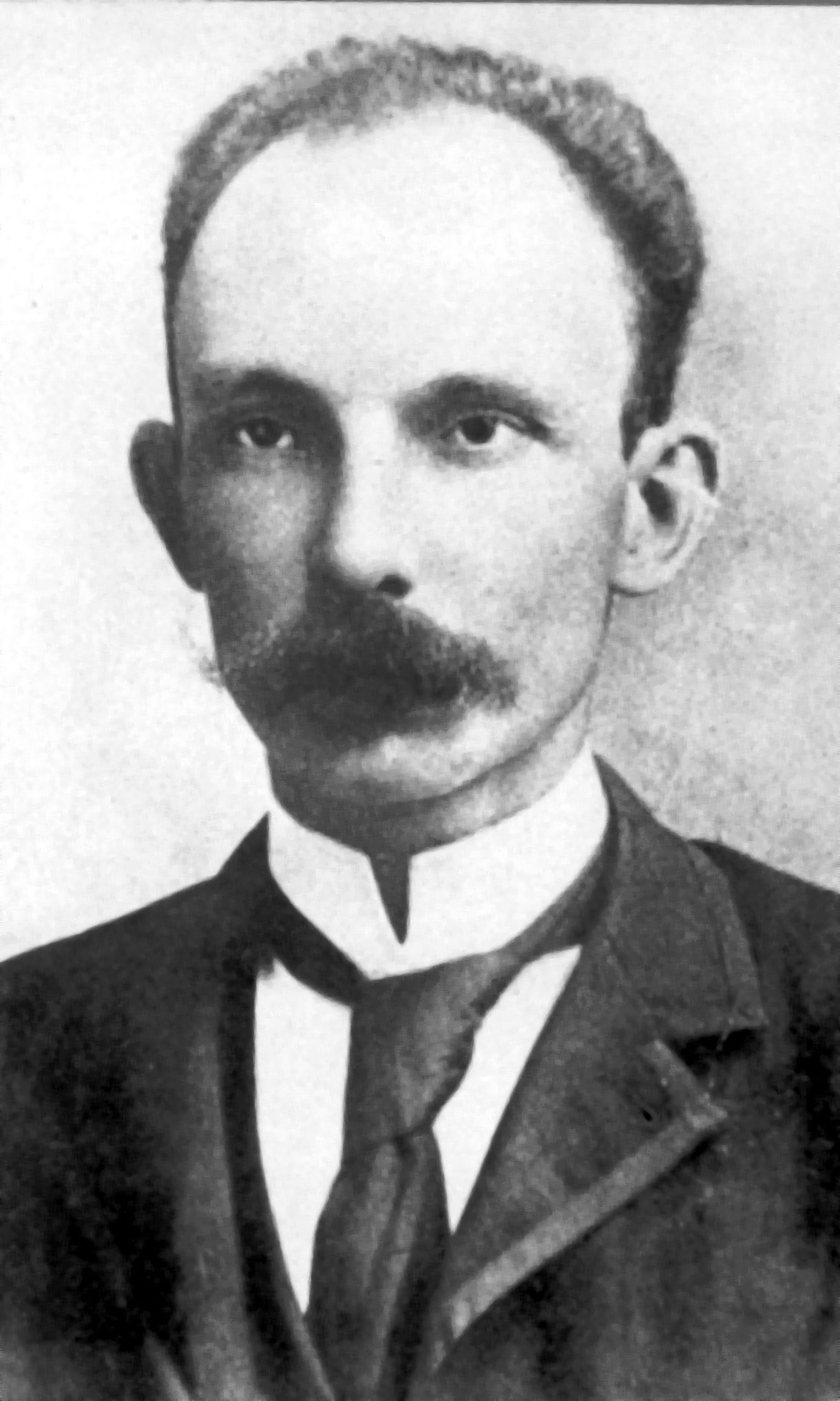
José Martí, uno de los líderes independentistas cubanos.

José Martí, ausente de la isla desde su deportación a la península en 1879, organizó en los Estados Unidos el Partido Revolucionario Cubano, cuyo principal objetivo era lograr la independencia de Cuba. Más tarde, separatistas puertorriqueños se unieron con el compromiso de que, una vez liberada Cuba, las fuerzas independentistas cubanas hicieran lo mismo en Puerto Rico. Conocedor de las razones del fracaso de la Guerra de los Diez Años, Martí aseguró las condiciones necesarias para que no se repitieran, y dio a la fuerza militar un poder ilimitado en cuanto a estrategia y táctica, mientras que dejó al poder civil solamente las tareas de sustentar diplomática, financiera y legalmente la guerra y de gobernar en los territorios liberados.
Martí viajó a Costa Rica, en donde vivía Antonio Maceo, para convencerlo de la necesidad de su participación. Lo mismo hizo con Máximo Gómez, quien vivía en la República Dominicana. Y fue en este último país en donde se firmó el Manifiesto de Montecristi que expresaba la necesidad de la independencia de Cuba. Embarcando desde Haití al frente de una reducida fuerza militar, estos patriotas cubanos desembarcaron en Playitas de Cajobabo para coincidir con el Grito de Baire y los levantamientos asignados en varias zonas de la provincia de Oriente de Cuba.

## Desarrollo de la guerra
El 24 de febrero de 1895, por órdenes de Martí se levantan 35 aldeas en el Oriente de Cuba en lo que se ha dado en llamar el Grito de Baire. Las autoridades lograron descabezar la insurrección en las cuatro provincias occidentales, con la detención de Julio Sanguily y José María Aguirre Valdés. Desde la península se envían a Cuba 9000 hombres, suspende las garantías constitucionales y aplica censura a la prensa. El 21 de marzo Antonio Cánovas del Castillo envía otros 7000 hombres y nombra a Arsenio Martínez Campos, artífice de la Paz de Zanjón, capitán general de Cuba.
Con la experiencia de la Guerra de los Diez Años, un mayor apoyo de las fuerzas políticas y una mayor conciencia nacional, los secesionistas concibieron una serie de campañas como:
- Primera Campaña Oriental en la provincia de Oriente, dirigida por el mayor general Antonio Maceo, iniciada tras la reunión de la Mejorana el 5 de mayo de 1895, con los objetivos de organizar e incrementar el ejército libertador en Oriente, dar cobertura al paso de los mayores generales Máximo Gómez y José Martí hacia el Camagüey (en espera de estos líderes para insurreccionarse) y debilitar la capacidad militar del ejército español. Culmina en vísperas de la Asamblea de Jimaguayú en septiembre del mismo año.
- Campaña Circular en la provincia de Camagüey, dirigida por el mayor general Máximo Gómez, iniciada en mayo de 1895 con los objetivos de levantar en armas esa región, y con la posterior idea de invadir Las Villas y el occidente. Culmina en vísperas de la Asamblea de Jimaguayú en septiembre del mismo año.
- Invasión de Oriente a Occidente en Cuba dirigida por los mayores generales Máximo Gómez y Antonio Maceo, iniciada en Mangos Baraguá el 22 de octubre de 1895, con el objetivo general de extender la guerra al resto del país. Culmina el 22 de enero de 1896 en Mantua, provincia de Pinar del Río.
- Campaña de la Lanzadera en las provincias de Pinar del Río, Habana y Matanzas, dirigida en primera instancia por los mayores generales Máximo Gómez y Antonio Maceo, tras la culminación de la invasión del occidente en enero de 1896. Con el objetivo de mantener los objetivos logrados de la invasión, tuvo varios contratiempos como el fracaso del envío de refuerzos cubanos desde Oriente y Las Villas, la salida de Gómez para poder resolver dichos problemas, y culmina con la caída en combate del mayor general Antonio Maceo.
- Campaña de La Reforma en la provincia de Las Villas, dirigida por el mayor general Máximo Gómez, iniciada a inicios del año 1897, a raíz de la caída en combate del mayor general Antonio Maceo, con el objetivo de consolidar el dominio militar cubano en esa región y dar cobertura a las campañas en el occidente, donde la situación militar era crítica para el ejército libertador cubano. Culmina el 24 de agosto de 1898 con la rendición del gobierno colonial español.
- Segunda Campaña Oriental en la provincia de Oriente, dirigida por el mayor general Calixto García, iniciada en agosto de 1896 con el objetivo de debilitar al ejército español y dar cobertura a las campañas en el occidente, donde la situación militar era crítica para el ejército libertador cubano. Culmina el 24 de agosto de 1898 con la rendición del gobierno colonial español.

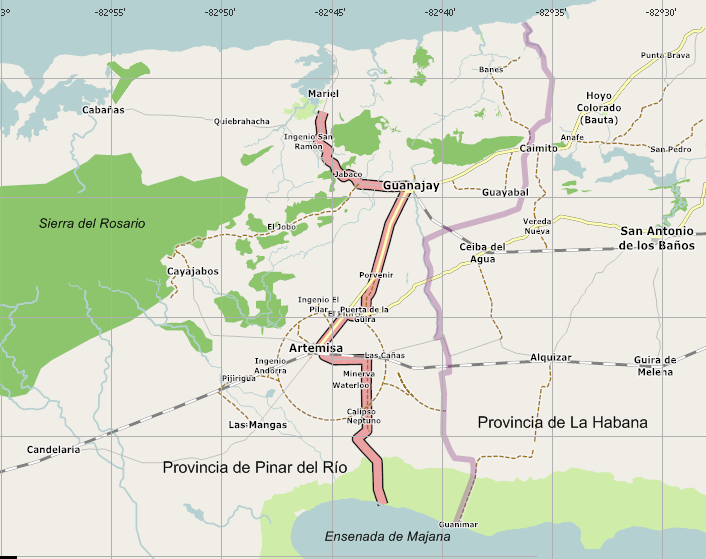
Mapa de la Trocha (Línea militar fortificada) de Mariel a Majana en Pinar del Río, Cuba, durante la Guerra de Liberación de 1895 (1896-1897)

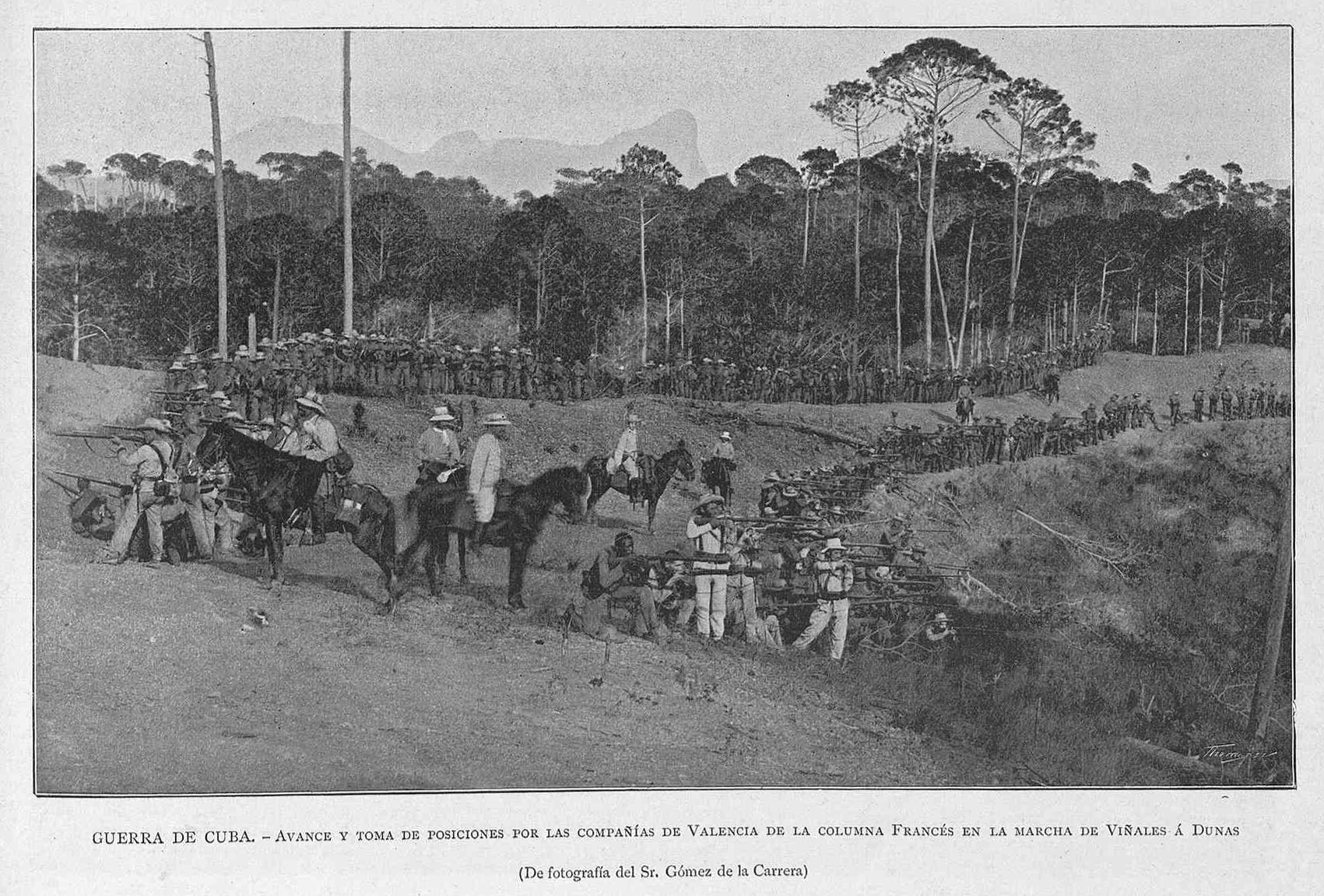
Avance y toma de posiciones por las compañías de Valencia de la Columna Francés en la marcha de Viñales a Dunas (c. 1897). Fotografía de Gómez de la Carrera.

La campaña cubana Invasión al Occidente tenía el fin de tomar ese sector de la isla. No fue fácil someter el Oriente de Cuba, en donde las fuerzas españolas tuvieron grandes aprietos para contener a los secesionistas. Sin embargo, José Martí y Antonio Maceo murieron en la contienda: Martí casi al inicio de la guerra (19 de mayo del 1895). Maceo pudo ser que muriera en una emboscada, probablemente, una que él mismo tendría preparada contra el ejército español, según se desprende de la hoja de servicios del subteniente José Muñoz Gutiérrez, sargento en aquella época, y cuyas operaciones desde el 22 de octubre de 1896 en Artemisa y Heras, y posteriormente en la trocha de Mariel a Majana hasta el 23 de diciembre de 1896 en Pinar del Río, incluyendo la derrota de Maceo, y que le valieron al citado sargento la consecución de dos cruces de plata al mérito militar con distintivo rojo. Entre las victorias obtenidas por los secesionistas cubanos se destaca el cruce de Trocha de Júcaro a Morón en lo que actualmente es la provincia de Ciego de Ávila, casi en el centro del país, con el objetivo de impedir el cruce de las tropas libertadoras hacia el occidente.

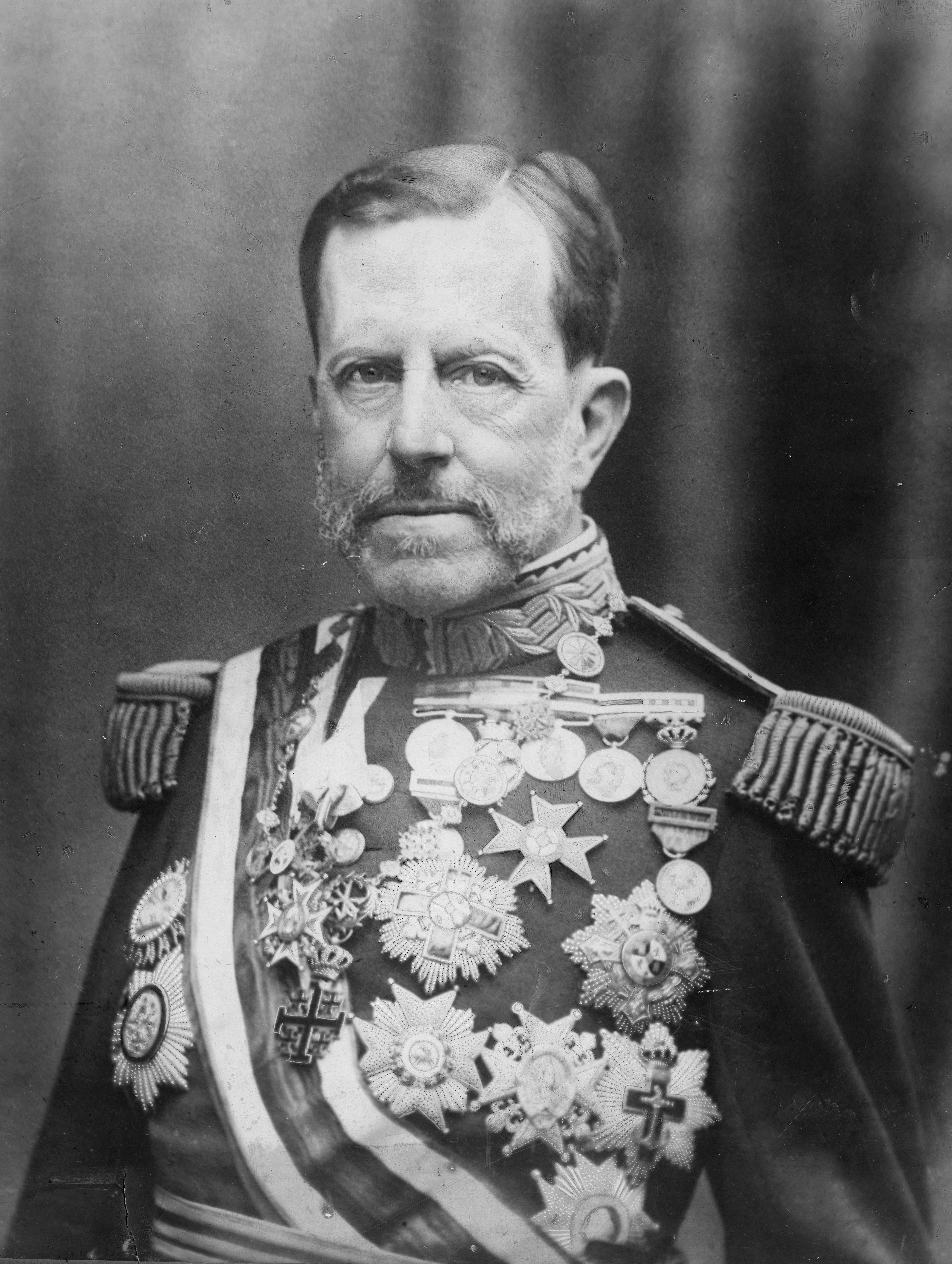
Valeriano Weyler, artífice de la denostada estrategia de «Reconcentración».

La primera era una cadena de fuertes y tropas. El paso de dicha trocha representaba no solamente una necesidad para el cumplimiento de la Campaña de liberación del Occidente, sino además una victoria que demostraría el desarrollo militar de los insurgentes. Generalizada la rebelión en toda la isla, el gobierno central de Madrid destituyó al general Martínez Campos y decidió enviar a la isla al general Valeriano Weyler. Este último llevaría a cabo una guerra total en su afán de derrotar a los independentistas cubanos. Con un cuarto de millón de hombres, entre tropas regulares, voluntarios, guerrilleros y bomberos, el general Weyler se propuso acabar la guerra en un periodo de veinticuatro meses. Una de sus medidas sería reconcentrar a los habitantes rurales en poblados y ciudades controlados por las fuerzas españolas para de esta manera privar a los sublevados del apoyo del campesinado. Como resultado del desplazamiento forzado, el hambre y las enfermedades producto del hacinamiento en las ciudades, se calcula que murieron unas 140 000 personas.

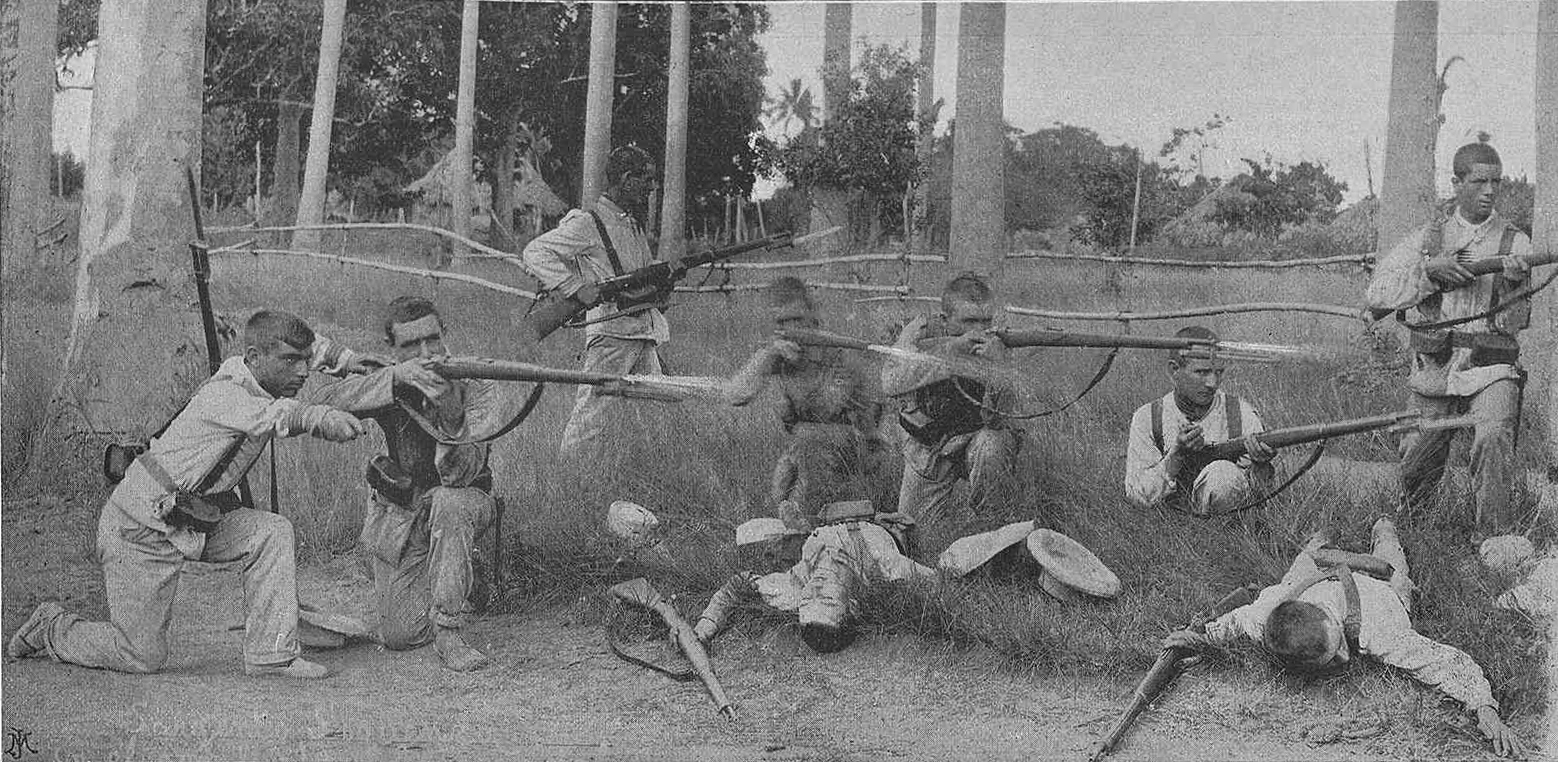
Combate de Ceja del Toro y defensa del convoy de Viñales. Fotografía de Gómez de la Carrera.

A pesar del incremento constante de tropas españolas, la política de reconcentración y la abrumadora superioridad de su ejército, Weyler fue incapaz de derrotar completamente a los rebeldes cubanos. Estos, conocedores del terreno y movidos por el espíritu independentista llevaron a cabo una eficiente guerra de guerrillas consistente en operaciones ofensivo-defensivas que fueron desgastando al ejército español paulatinamente sin que este pudiera obtener resultados favorables, a pesar de contar con líneas de fortificación, ferrocarriles, vigilancia de costas y un armamento más moderno que el de los rebeldes cubanos. Para finales de 1897, el gobierno español se encontró con las arcas vacías y con un ejército agotado por las enfermedades tropicales y la resistencia de los rebeldes. El presidente Sagasta decidió finalmente destituir a Weyler en favor del general Ramón Blanco, tanto por el costo político de su modo de hacer la guerra como por su fracaso militar al no poder derrotar a los rebeldes en el tiempo prometido.

## La autonomía cubana

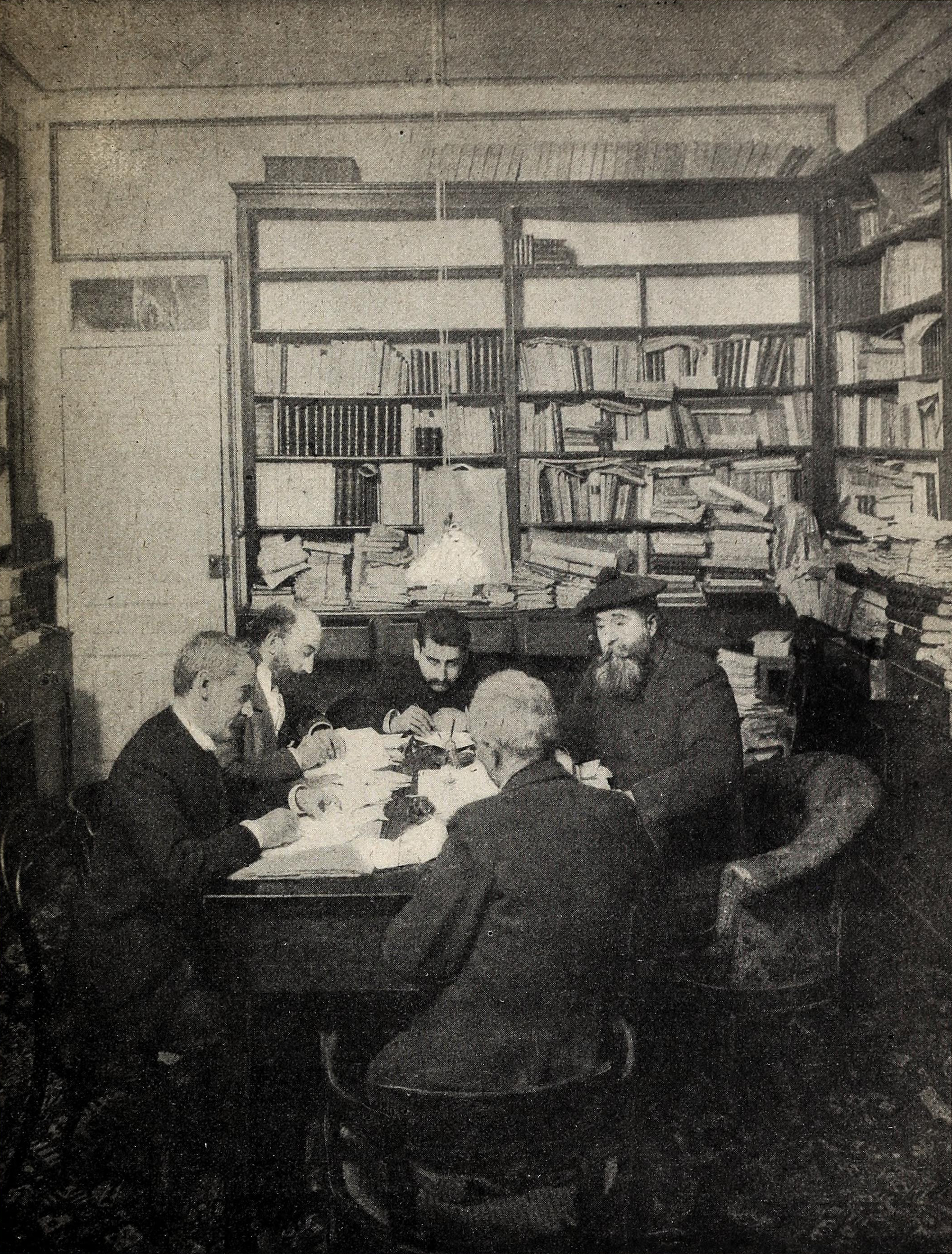
Segismundo Moret en su casa dictando a los taquígrafos la Constitución autonómica (finales de 1897).

Para finales de 1897 el gobierno de los Estados Unidos reclamaba que la guerra afectaba sus intereses y le exigió a España reformas para lograr la paz. Los proyectos de autonomía para Cuba redactados por los políticos de la metrópolis (Maura, Abárzuza, Cánovas del Castillo) cristalizaron durante el gobierno de Práxedes Mateo Sagasta, con Segismundo Moret en el Ministerio de Ultramar, en una Constitución para la isla que le otorgaba autonomía plena (25 de noviembre de 1897) con la sola reserva del cargo de gobernador general, y se hizo extensivo a Cuba y Puerto Rico el sufragio universal masculino en vigor en la península desde 1890. Sería equiparable a la del Canadá británico.[cita requerida] Se formó un gobierno autonómico y se eligió un nuevo Parlamento insular bicameral, en unos comicios ganados por el autonomismo moderado. El primer gobierno autónomo estuvo presidido desde el 1 de enero de 1898 por José María Gálvez Alonso.
Ninguna de las iniciativas emprendidas desde el Gobierno central tuvieron éxito a pesar de los claros avances, ya que para los intereses de la oligarquía criolla como los de los intervencionistas de los Estados Unidos de América, la presencia española era un obstáculo a eliminar. Los rebeldes cubanos declararon que ya era demasiado tarde para un arreglo pacífico y aseguraron que no se detendrían hasta lograr la independencia. Ante esta situación Estados Unidos acusó a España de agresión y anunció una guerra inminente. Ante la amenaza, el capitán general de Cuba, Ramón Blanco, le propuso al general Máximo Gómez, líder de los rebeldes, una alianza para enfrentar a los norteamericanos. El general Gómez se negó rotundamente y recibió órdenes del gobierno rebelde de apoyar al ejército estadounidense para lograr la secesión de Cuba respecto de la Corona de España.

## La intervención estadounidense

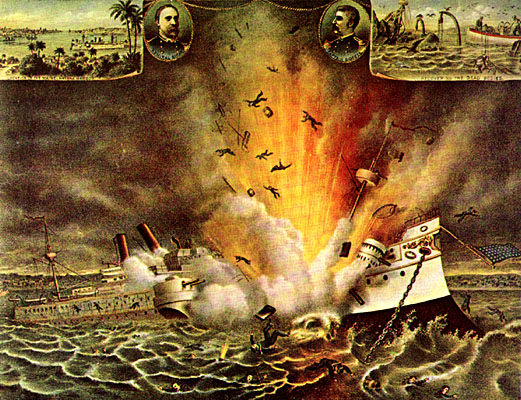
Explosión del acorazado Maine en el puerto de La Habana el 15 de febrero de 1898, que dio pie a la entrada de los Estados Unidos en la contienda.

La explosión del acorazado estadounidense Maine, atribuida por la prensa Norteamericana a España, significó el ingreso de los Estados Unidos en la contienda. La declaración de guerra a España no se hizo esperar y los combates, que antes se centraron en tierra, se trasladaron al mar, pero el jefe de la escuadra naval española decidió no responder a los acorazados estadounidenses. Tras una campaña de mes y medio de duros combates en la zona oriental, en la que las consumidas tropas españolas ralentizaron el avance de las flamantes fuerzas estadounidenses, que además contaban con el apoyo de los guerrilleros cubanos de Calixto García, Santiago de Cuba capituló el 16 de julio de 1898. Las tropas yanquis entraron en la ciudad, dando un buen trato a los españoles. Se ha discutido sobre la supuesta limitación de que los insurgentes cubanos entraran en Santiago. Calixto García ordenó no entrar en Santiago como protesta porque el mando militar cubano no fue invitado a participar en el acto de rendición.
Tras la capitulación de la ciudad, las tropas mambisas controlaban algunas bolsas en las zonas rurales de la zona oriental y los estadounidenses la franja costera que conduce de Guantánamo a Santiago, pero el resto de la isla seguía en manos españolas. A pesar de la voluntad de buena parte del Ejército de seguir la lucha, el Gobierno español decidió pedir un armisticio a los Estados Unidos, que se alcanzó el 12 de agosto de 1898, poniendo fin a las hostilidades.
Tras meses de negociaciones, por el Tratado de París, España renunciaba a su soberanía sobre Cuba, Puerto Rico y Filipinas, lo que realmente significó dejar el campo expedito a su intervención y ocupación por los Estados Unidos. La exclusión de los representantes de las tres colonias en mención evidenció el ánimo colonialista de los Estados Unidos, aunque las fuerzas independentistas de esos países llevaran el mayor peso de las guerras. A las 12:00 del 1 de enero de 1899, el último capitán general español de Cuba, Arturo Jiménez Castellanos, entregó la soberanía de la isla al gobernador de los Estados Unidos, Leonard Wood. A esa misma hora, se arriaba la bandera española del castillo de El Morro, izándose la enseña de los Estados Unidos.
El 24 de febrero de 1899, justo cuatro años después del inicio de la guerra, hacía su entrada triunfal a La Habana el generalísimo Máximo Gómez al frente de su ejército. El viejo general dominicano había guiado a los patriotas  cubanos a la victoria en su dura guerra de emancipación contra el Ejército español. Miles de  personas salieron a recibir al ejército libertador y Gómez sorprendido le dijo a uno de sus hombres «Si toda esta gente hubiese peleado con nosotros habríamos derrotado a España hace muchísimo tiempo».

## Consecuencias

### Ocupación estadounidense de Cuba
El descontento de los libertadores al ver cambiar su tierra de amo no tardó en llegar. Si bien Puerto Rico y Filipinas continuaron por más décadas como colonias de Estados Unidos, las presiones cubanas por constituir su propio país hicieron que bien pronto Estados Unidos preparara su retirada. Ese descontento propició las condiciones necesarias para ello, aunque dejando abierta la posibilidad de una nueva intervención como garantía de independencia (redacción de una constitución conforme a la llamada Enmienda Platt aprobada por la Asamblea Constituyente cubana el 12 de junio de 1901): el 20 de mayo de 1902 nacería la República de Cuba con la toma de posesión de su primer presidente, Tomás Estrada Palma. Sin embargo, no será hasta 1909, con la presidencia de José Miguel Gómez (del partido liberal), que termine el Gobierno de Intervención estadounidense y no sin antes (2 de julio de 1903) firmar el arrendamiento de la base de Guantánamo, todavía hoy poseída por los Estados Unidos.

### Crisis de 1898 en España
La pérdida de los territorios de Ultramar, y muy especialmente de Cuba, provocó una profunda crisis social, política y cultural en España, dando paso a una época en la que manifestaciones culturales, como la generación del 98 o el regeneracionismo, se vieron marcados por la crisis y el contexto histórico, tratando entre otros temas la «pérdida de personalidad histórica» de España.
La independencia de Cuba constituyó un factor clave de la aparición de nacionalismos contemporáneos en España como el vasco, el catalán y el español.